# Hermann Ilgen

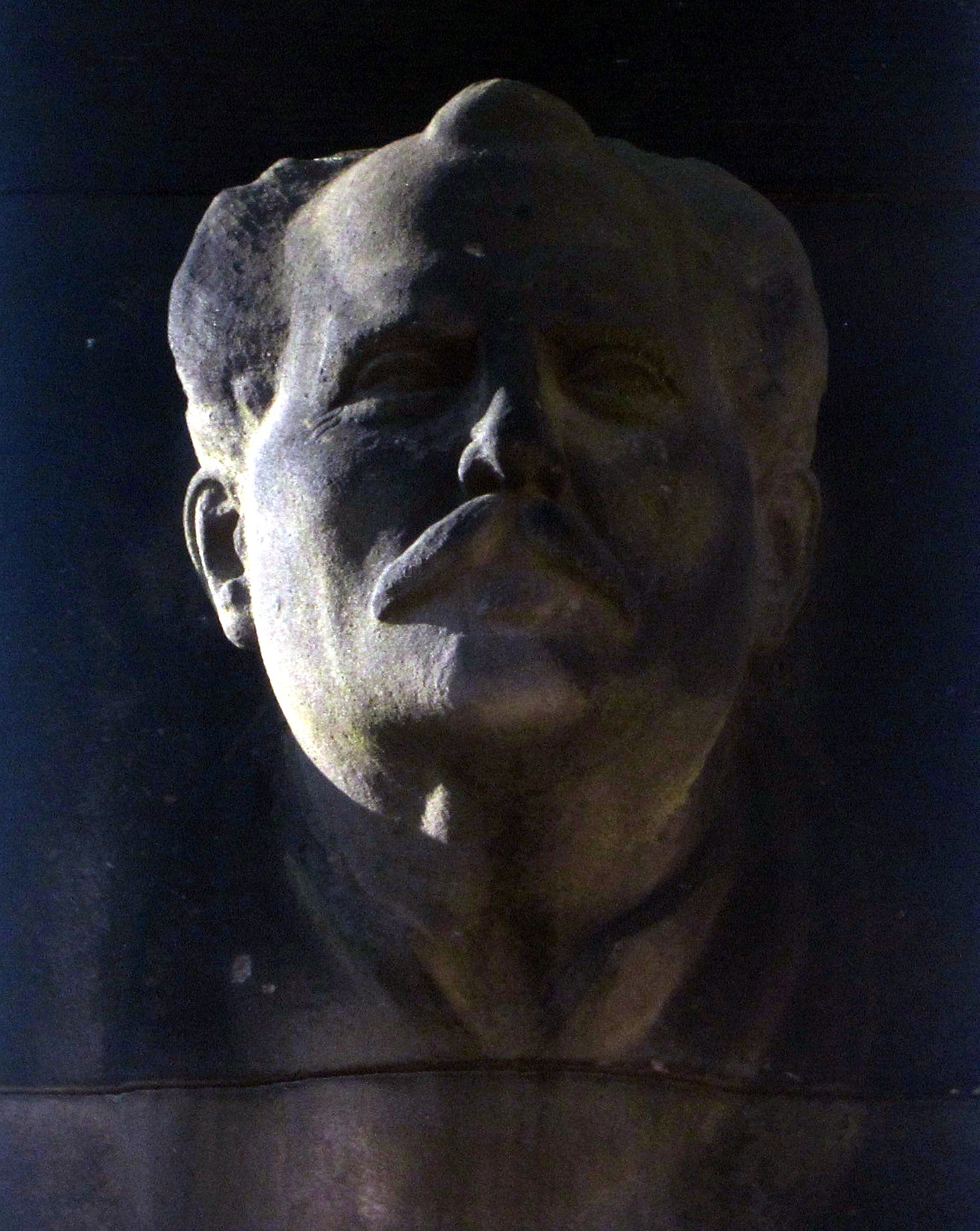
Porträt Hermann Ilgen am Obelisk Helmut-Schön-Allee

Friedrich Hermann Ilgen (* 22. Juli 1856 in Wurzen; † 15. April 1940 in Dresden) war ein sächsischer Apotheker, Unternehmer sowie Sport- und Kunstmäzen.

## Leben

Ilgens Apotheke zu Kötzschenbroda, um 1890

Ilgen wurde am 22. Juli 1856 in Wurzen in einem kleinbürgerlichen Elternhaus geboren. Nach dem Wunsch seines Vaters Ferdinand Ilgen sollte er Theologie studieren, unter dem Einfluss der Mutter Wilhelmine Ilgen erhielt er aber das väterliche Einverständnis zu einer Apotheker-Ausbildung bzw. zu einem Pharmazie-Studium. Ilgen absolvierte im Erzgebirge eine Apothekerlehre sowie anschließend drei Praxisjahre als Apotheker-Gehilfe, bevor er sich 1878 zum Studium der Pharmazie und Chemie an der Universität Leipzig einschrieb; unter anderem studierte er dort bei Hermann Kolbe. Ilgen war in Leipzig Mitglied des damaligen Pharmazeutisch-Naturwissenschaftlichen Vereins (des späteren Corps Vandalia Leipzig). Nach einem sehr guten Abschluss arbeitete er ab 1880 als angestellter Apotheker in Freiberg.
1882 (und vermutlich nicht erst 1888) übernahm Ilgen für den enormen Kaufpreis von 120.000 Mark die heruntergewirtschaftete „Löwen-Apotheke“ in der Bahnhofstraße in Kötzschenbroda, die er nach einer kompletten Sanierung des Gebäudes und der Räume bis 1891 führte. Während dieser Zeit brachte Ilgen ein neuartiges Ratten- und Mäusegift auf den Markt, die Phosphorpille, die er weltweit erfolgreich verkaufen konnte, was ihm neben einem großen Vermögen auch den Spitznamen „Mäusetod“ einbrachte. Der Kaufpreis erklärt sich darüber, dass bereits der Vorgänger von Ilgen in seiner Apotheke das Mäusegift produziert hatte. Zur Steigerung der „Attraktivität für die Mäuse“ versendete Ilgen seine in einem Schuppen nahebei produzierten Phosphorpillen in Holzkisten, in denen vorher Pökelfleisch transportiert worden war, dessen Geruch auf das Versandgut überging.
1883 heiratete Ilgen die Leipzigerin Anna Mathilde Steffen, wodurch er mit dem vermögenden Leipziger Baurat Otto Heinrich Steffen verwandt wurde. Seine Frau besaß wertvolle Grundstücke nahe dem heutigen Leipziger Hauptbahnhof. Im gleichen Jahr wurde Ilgen Mitbegründer der Sparkasse in Kötzschenbroda, die ein Gebäude direkt neben seiner Apotheke bezog.
Nach dem Verkauf der heute noch existierenden Apotheke 1892, 1893 oder 1894 zog Ilgen nach Dresden, wo er sich Immobiliengeschäften in Dresden und Leipzig widmete. Auch hierbei erfolgreich, verwendete das kinderlose Paar große Teile seines erworbenen Vermögens auf die Förderung und Unterstützung kultureller, sozialer und sportlicher Einrichtungen. Ilgen errichtete mehrere Stiftungen, darunter die „Hermann-Ilgen-Stiftung“ zur Förderung der Kunst, und rief Preise ins Leben. So konnte die Leipziger Universität ab 1932 jährlich eine „Goethe-Medaille“ verleihen und erhielt aus einer Sammlung ein Jugendbildnis von Goethe und drei Altartafeln des Malers Hans Hesse, insgesamt sollten der Universität Zuwendungen in Höhe von 350.000 Reichsmark zufließen.

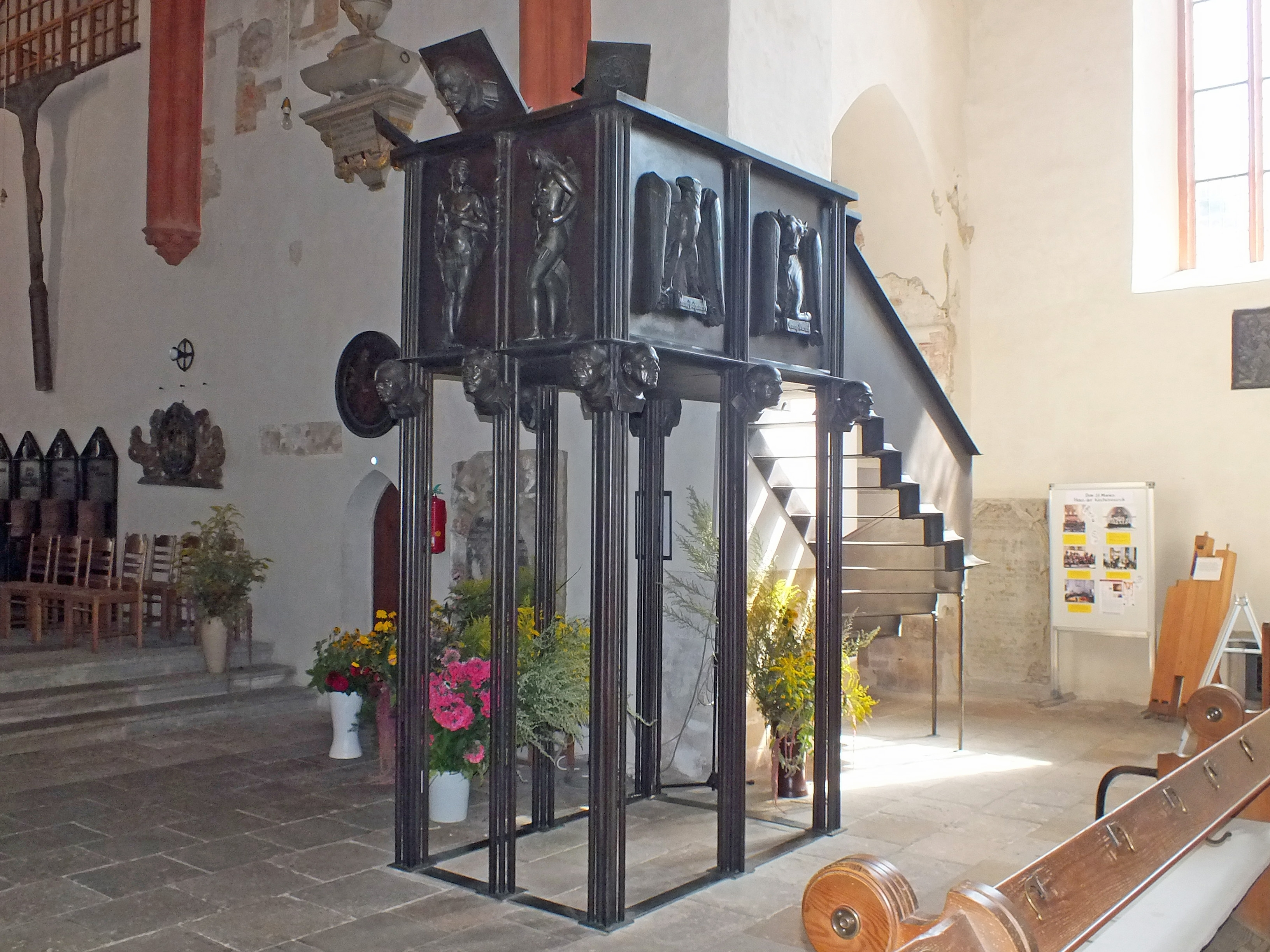
Die Kanzel mit dem Ilgen-Porträtkopf im Dom St. Marien zu Wurzen

Am bekanntesten wurde seine Unterstützung des Dresdner Sportwesens. So finanzierte er die 1923 eingeweihte und 1937 nach ihm benannte Ilgen-Kampfbahn, die heute als Rudolf-Harbig-Stadion bezeichnete Spielstätte von Dynamo Dresden.

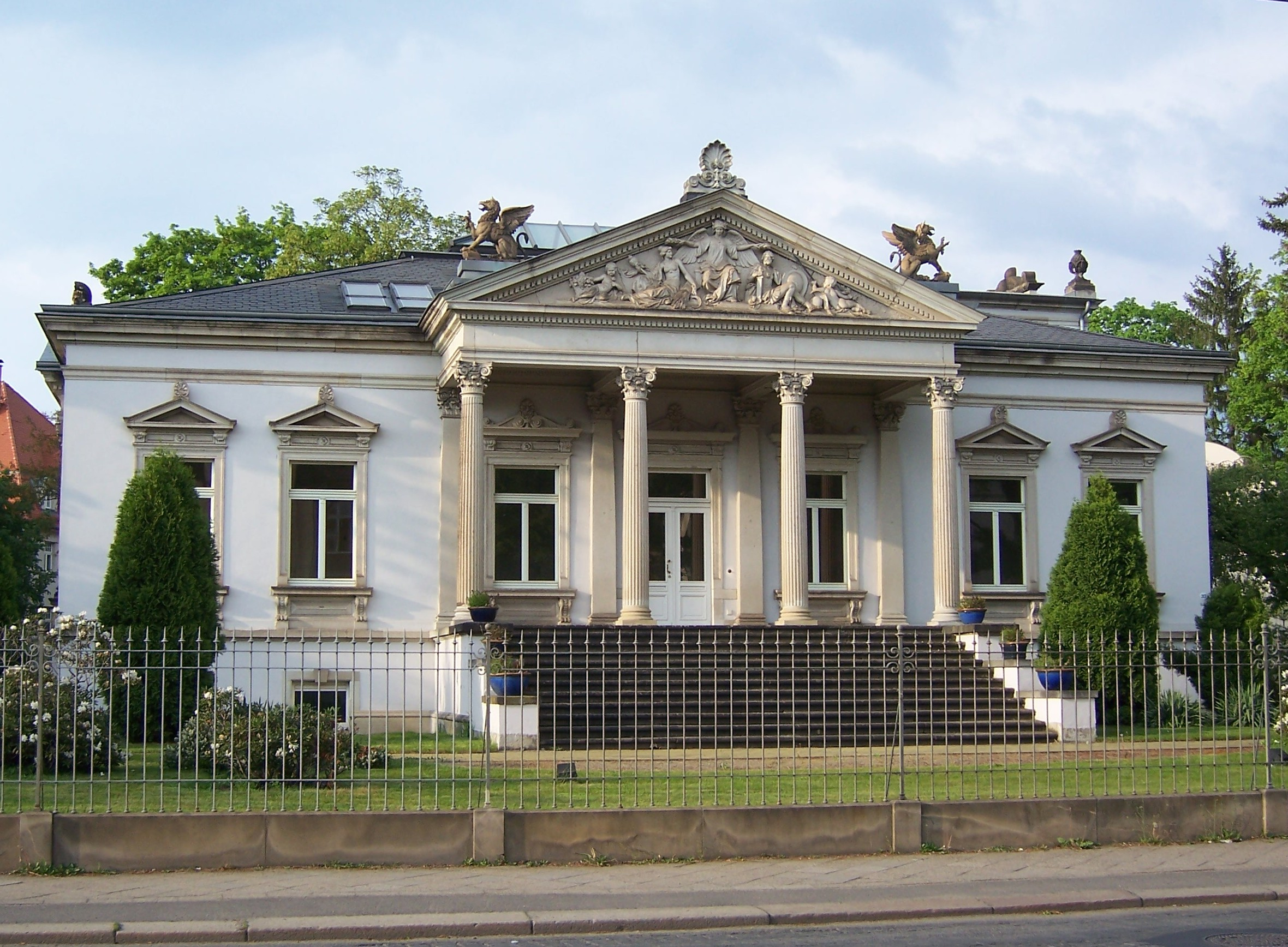
Villa Ilgen

1929 wurde der Geheime Hofrat Hermann Ilgen zum Ehrenbürger seiner Geburtsstadt Wurzen ernannt, im Juli 1931 zum Ehrensenator der TH Dresden. Zum 78. Geburtstag verlieh ihm die Leipziger Universität die Würde eines Ehrensenators. 1936, zu seinem 80. Geburtstag, erhielt eine Straße im Radebeuler Stadtteil Kötzschenbroda seinen Namen. Auch in der Geburtsstadt Wurzen gibt es eine Hermann-Ilgen-Straße.

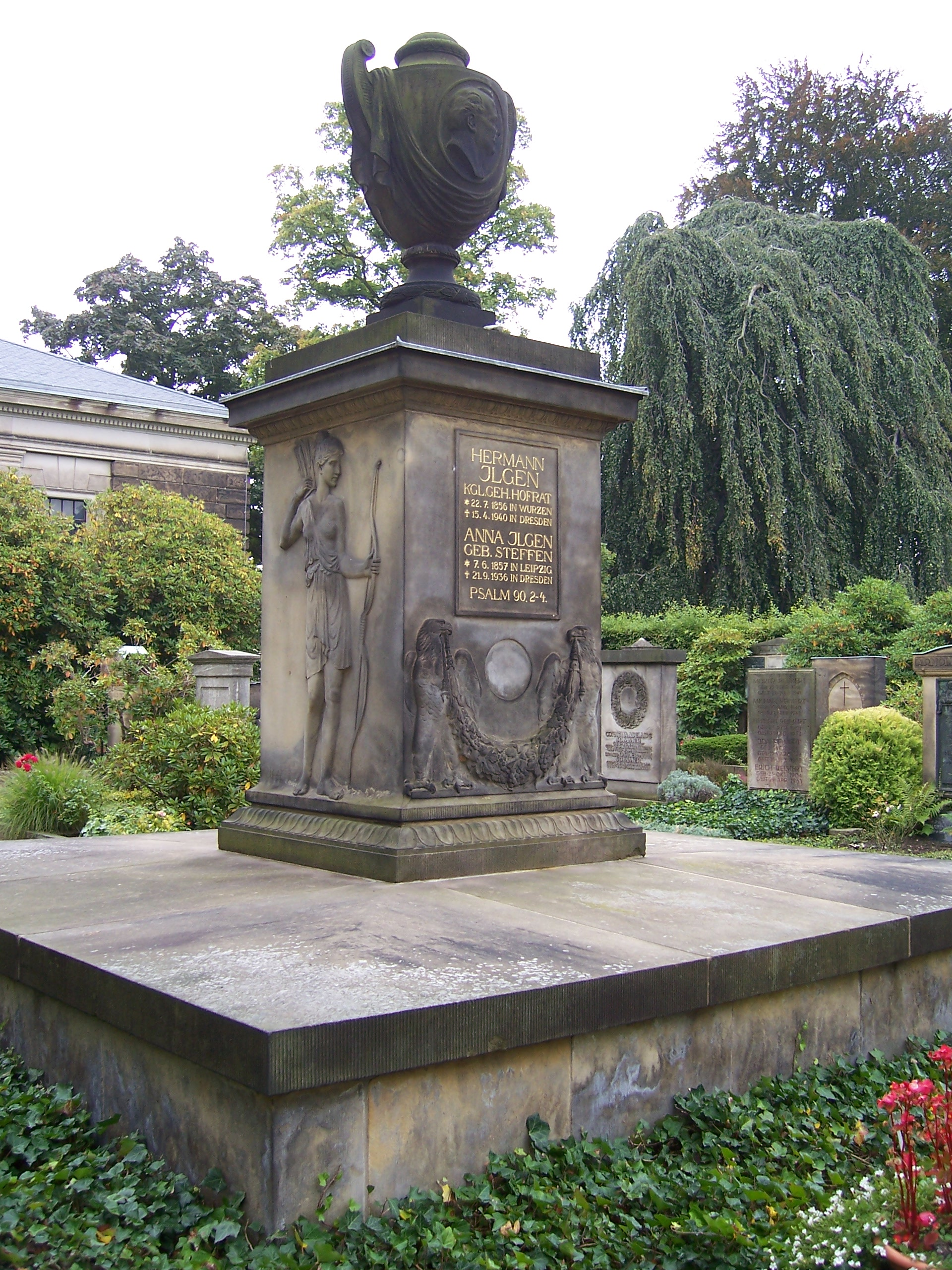
Grab von Hermann Ilgen auf dem Johannisfriedhof in Dresden

Ilgen bewohnte ab 1899 im Dresdner Villenvorort Blasewitz die nach ihm benannte Villa Ilgen. Er starb 1940, vier Jahre nach seiner Frau; beider Grab befindet sich auf dem Dresdner Johannisfriedhof.
Die „Hermann-Ilgen-Stiftung“ existiert heute noch, obwohl ein bedeutender Teil des Vermögens im Zweiten Weltkrieg vernichtet wurde. Ihre Stiftungssatzung wurde 1993 im Sinne des Stifters neu gefasst.
Am 27. Juni 1881 ist Ilgen in die Freimaurerloge Charlotte zu den drei Nelken in Meiningen aufgenommen worden; am 5. Januar 1927 wurde er Mitglied der Loge Zum goldenen Apfel in Dresden.
In der Tageszeitung „Dresdner Neueste Nachrichten“ wurde er im Jahre 2000 zu einem der „100 Dresdner des 20. Jahrhunderts“ gewählt.

## Ilgen und der Dom zu Wurzen
Hermann Ilgen war zu Beginn der 1930er Jahre der Hauptstifter der Erneuerung des Doms zu Wurzen. Damals wurde für die umfangreiche Umgestaltung des Dom-Innenraumes 1931/1932 der Bildhauer Georg Wrba gewonnen. Dieser schuf einen Zyklus spätexpressionistischer Bildwerke aus Bronzeguss, die bis heute die Ausstattung des Doms dominieren: die Kreuzigungsgruppe im Altarraum, das Lesepult als Figur eines nackten Athleten und im Ostchor beidseitig je vier Domherrenstühle mit den Namen der damaligen Domherren. Im Wortsinne herausragend ist die bronzene Kanzel: Die Apostelköpfe an der Basis des Kanzelkorbes tragen die Gesichtszüge der damaligen Domherren, die des Künstlers und auch die des Wurzener Ehrenbürgers und späteren Domherren Hermann Ilgen, dem zusätzlich eine Gedenktafel gewidmet ist.

## Schriften
- Hermann Ilgen: Mein Lebenswerk zur freundlichen Erinnerung (zum Gedächtnis einer Mutter). (Autobiografie.) Verlag Erich Gottschalk, Dresden 1937, OCLC 552017822.